# Риналдо д'Есте
Риналдо д'Есте (Ферара, 1435 — Ферара, 8. април 1503) је био италијански верски вођа и кондотјер.

## Биографија
Био је ванбрачни син Никола III д'Естеа, маркиза од Фераре, Модене и Ређа и његове миљенице Ане де Роберти.
Године 1461. био је на функцији почасног опата у манастиру Помпоза и у том својству присуствовао је оснивању Кертоса ди Феррара, коју је наручио војвода Борсо д'Есте. Године 1464, господар Фераре послао га је са галијом у Анкону да подржи крсташки рат против Турака, који је тражио папа Пије II.
Године 1469. напустио је своје завете и војвода Борсо га је послао у Милано да присуствује крштењу сина миланског војводе Галеаца Марије Сфорце, Ермес Мариа: овом приликом војвода Галеацо Сфорца је Риналда прогласио витезом. Када је 14. априла 1471. године, папа Павле II именовао војводу Борса за првог војводу од Фераре у Риму, Риналдо је преузео улогу намесника- савладара војводства Фераре заједно са војводином браћом Ерколом I д'Естеом и Сигисмундом I д'Естеом. .
Након смрти војводе Борса д'Естеа 20. августа 1471. године, Риналдо је био у служби његовог наследника војводе Ерколеа I и био је на његовој страни када је 1476. године, Николо д'Есте покушао да га збаци са власти. Године 1478. био је у Тоскани заједно са војводом Ерколом I против папе Сикста IV и напуљског краља.
Умро је 1503. године.

## Потомство
Риналдо се оженио Лукрецијом од Монферата 11. јуна 1472. године, и имали су двоје деце:
- Лаура (?-1534), удала се прво 1494. године, за Алфонса Калкањинија од Фераре и други пут 1505. године, за Ђованија Сасателија од Имоле (1480-6. јула 1539.), кондотјер.
- Сигисмундо, оружник у служби Чезара Борџије.